# Remontoir
Pour le personnage de science fiction, voir Remontoir.
 (juillet 2023).
Si vous disposez d'ouvrages ou d'articles de référence ou si vous connaissez des sites web de qualité traitant du thème abordé ici, merci de compléter l'article en donnant les références utiles à sa vérifiabilité et en les liant à la section « Notes et références ».

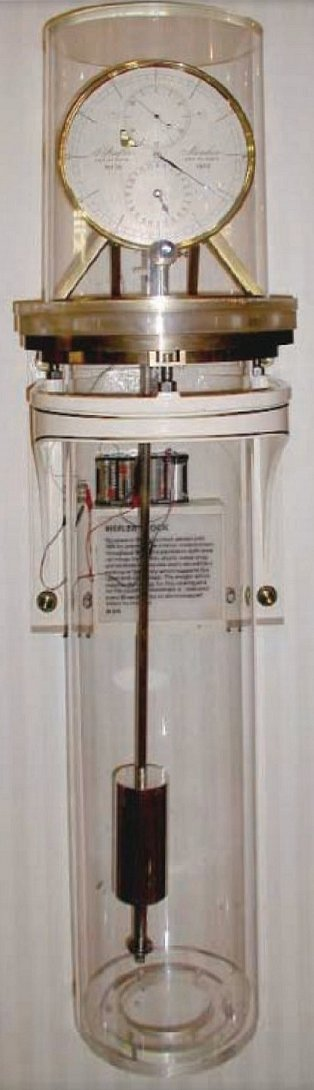
Horloge astronomique signée Riefler, avec remontoir électrique. Le mouvement était remonté toutes les 30 secondes. Une des horloges mécaniques les plus précises jamais construite, avec une imprécision de l'ordre de 15 millisecondes par jour.

En horlogerie mécanique, un dispositif à remontoir est un mécanisme par lequel la source d'alimentation principale du chronomètre, un poids, un ressort, ou un moteur électrique, remonte périodiquement une petite source d'énergie secondaire dédiée au fonctionnement du mécanisme d'échappement, qui peut de même être un ressort moteur ou un poids.
Ce mécanisme a été utilisé dans quelques horloges et montres de précision, pour atténuer les variations d'échappement causées par les variations de force de la source d'énergie primaire, et par les inégalités du frottement dans le train d'engrenages.

## Fonction
Les remontoirs sont utilisés parce que le mécanisme de chronométrage des horloges et des montres, le pendule ou le balancier, n'est jamais isochrone : sa fréquence d'oscillation est affectée par les changements de la force d'entraînement qui lui est appliquée.
- Dans les chronomètres à ressort, la force d'entraînement diminue à mesure que le ressort moteur se détend.
- Dans les horloges à poids, la force d'entraînement, fournie par un poids suspendu par une corde ou une chaîne, est plus constante, mais les imperfections du train d'engrenages et les variations de lubrification, ainsi que le poids de la corde ou chaîne qui se déroule (la longueur de la partie qui descend augmente avec le poids suspendu) induisent également de petites variations de couple, qui se répercutent alors sur l'échappement.
- En outre, dans les horloges monumentales, les grandes aiguilles, qui sont attachées au train de roues de l'horloge, sont exposées aux intempéries à l'extérieur de la tour, de sorte que les vents et les accumulations de glace et de neige appliquent des forces de perturbation aux aiguilles, lesquelles sont transmises à l'échappement par le train de roues.

## Fonctionnement
Le principe de fonctionnement consiste à séparer la (faible) source d'énergie entretenant en continu le mouvement du régulateur, de celle nécessaire pour entretenir le mouvement du système dans la durée.
Les mécanismes à remontoir sont conçus pour se remonter fréquemment et automatiquement, à des intervalles compris entre quinze secondes et une heure.
Le processus est déclenché automatiquement lorsque le poids ou le ressort du remontoir atteint la fin de sa puissance, et est alimenté par la source secondaire d'énergie (le remontoir proprement dit).
En affectant à l'échappement une petite source de puissance dédiée, celui-ci n'est plus soumis aux variations de la source principale.
Avec un remontoir, la seule force appliquée à l'échappement de l'horloge est celle du ressort ou du poids de la source dédiée. L'échappement est ainsi isolé de toute variation de la source d'alimentation principale ou du train de roues, qui sert juste à remonter le système. 
De nos jours, les mécanismes de remontoir sont de plus tous conçus pour continuer à fournir de la puissance à l'échappement, y compris pendant le cycle de remontage.

## Avantages
Le principal avantage est la régularité de marche ainsi obtenue.
Le rembobinage fréquent est par lui-même une source de précision, car il fait la moyenne des variations de la cadence de l'horloge dues aux changements de la force dans la petite source dédiée. Si la vitesse de l'horloge varie au fur et à mesure que le ressort descend, cette variation sera répétée encore et encore, chaque fois que le remontoir passe par son cycle, elle n'aura donc aucun effet sur la vitesse à long terme de l'horloge.
Enfin, le système de remontoir permet de découpler le mécanisme chronomètre proprement dit (régulateur et source d'énergie dédiée) du mécanisme de remontage, qui sont alors mus par des trains d'engrenages indépendants. Ce découplage permet au mécanisme du remontoir de fonctionner avec des couples beaucoup plus importants, autorisant une énergie potentielle plus grande et une durée de fonctionnement plus longue, sans que cette mécanique de puissance n'impose sa nécessaire robustesse au mécanisme chronomètre, qui peut être alors réalisé en mécanique de précision plus délicate.

## Historique
Le remontoir à gravité a été inventé par l'horloger suisse Jost Burgi vers 1595.
On admet généralement le "Kalenderuhr" est la plus ancienne horloge à remontoir. Il s'agit d'une horloge-calendrier de bureau, réalisée par Burgi pour William IV, Landgrave de Hesse-Cassel. Son remontoir à ressort lui donne une autonomie de trois mois consécutifs. D'une conception nécessairement primitive, elle ne fournit pas d'alimentation à l'échappement pendant les quelques secondes du cycle quotidien où le poids est remonté par le ressort.
Le remontoir à ressort a été inventé par l'horloger anglais John Harrison, à l'occasion du développement de son chronomètre de marine H2 en 1739. Le dessin de travail de Harrison de l'appareil est conservé dans la bibliothèque de la Worshipful Company of Clockmakers à Londres, en Angleterre.

## Autre sens du terme
Dans les chronomètres à remontage manuel, le remontoir est le mécanisme qui sert à armer le ressort ou remonter le poids des instruments horaires. Les deux mécanismes de remontoir et de mise à l'heure sont généralement liés par des organes communs.
Le remontoir ne doit pas être confondu avec le dispositif qui sert à maintenir le chronomètre en marche pendant son remontage (qu'il soit automatique ou manuel).
De nombreuses montres de poche françaises et suisses après 1860 étaient estampillées au dos du mot Remontoir. Cela signifiait simplement qu'elles n'avaient pas à être remontées avec une clé (c'est-à-dire qu'ils étaient enroulés par la nouvelle couronne de remontoir à l'intérieur du pendentif). Étymologiquement, le terme est correct, le ressort moteur est "rembobiné" par une autre force qu'une clé, mais ces montres ne contiennent généralement pas de « remontoir » dans le sens où mot est utilisé aujourd'hui.